# Euploea anitra
Euploea anitra är en fjärilsart som beskrevs av Hans Fruhstorfer 1910. Euploea anitra ingår i släktet Euploea och familjen praktfjärilar. Inga underarter finns listade i Catalogue of Life.